# Conirostrum margaritae
El conirrostro pechigrís (Conirostrum margaritae), también denominado pico-de-cono de pecho perlado (en Perú), mielerito de pecho perlado o picocono pechiperla, es una especie de ave paseriforme de la familia Thraupidae, perteneciente al género Conirostrum. Es nativo de América del Sur, en la cuenca amazónica.

## Distribución y hábitat
Esta especie se distribuye de forma muy local y disjunta, a lo largo del alto río Amazonas en el noreste de Perú (cerca de la desembocadura del río Napo en Loreto y en los alrededores de Iquitos) y a lo largo del medio Amazonas en Brasil desde la desembocadura del río Nhamundá hasta cerca de la desembocadura del río Negro. Hay varios registros en los ríos Beni, Mamoré y Madre de Dios en el norte de Bolivia.
Esta especie es considerada poco común y local en su hábitat natural: los bosques riparios dominados por Cecropia, en islas ribereñas, por debajo de los 100 m de altitud.

## Estado de conservación
El conirrostro pechigrís ha sido calificado como vulnerable por la Unión Internacional para la Conservación de la Naturaleza (IUCN) debido a que su población, todavía no cuantificada, se presume estar en rápida decadencia a lo largo de las tres próximas generaciones, con base en modelos de deforestación de la cuenca amazónica. Puede ocurrir de forma fragmentada a lo largo del río Amazonas y sus grandes afluentes, pero de forma errática debido a la naturaleza efímera de su hábitat preferencial.

## Sistemática

### Descripción original
La especie C. margaritae fue descrita por primera vez por el ornitólogo estadounidense Ernest G. Holt en 1931 bajo el nombre científico Ateleodacnis margaritae; su localidad tipo es: «margen norte del río Amazonas, en Ceo de Arary, arriba de Parintins, estado de Amazonas, Brasil».

### Etimología
El nombre genérico neutro Conirostrum se compone de las palabras latinas «conus»: cono, y  «rostrum»: pico; y el nombre de la especie «margaritae» conmemora a la esposa del autor, Margaret Lander Holt.

### Taxonomía
Es monotípica. Los amplios estudios filogenéticos recientes demuestran que la presente especie es hermana de Conirostrum bicolor.